# Stazione meteorologica di Messina
La stazione meteorologica di Messina è la stazione meteorologica di riferimento per il Servizio Meteorologico dell'Aeronautica Militare e per l'Organizzazione Mondiale della Meteorologia, relativa alla città di Messina.

## Storia
La stazione meteorologica si trova nell'attuale ubicazione dal 1909 presso l'edificio dell'Osservatorio, che venne costruito dopo il terremoto del 1908 sulla collina dell'Andria.
Inizialmente la sede ospitava l'Osservatorio Scientifico Sperimentale di Meteorologia Aeronautica, per poi passare alle dipendenze del Centro di Meteorologia e Climatologia Aeronautica.
Originariamente presso la stazione meteorologica venivano effettuati anche i radiosondaggi fino al 1961, anno di attivazione della stazione meteorologica di Trapani Birgi presso l'omonimo aeroporto, che da quel momento in poi divenne la sede per i rilevamenti meteorologici e climatici in quota.
I dati rilevati sono stati pubblicati per molti anni negli annali idrologici del Compartimento di Palermo.

## Caratteristiche
La stazione meteorologica si trova nell'Italia insulare, in Sicilia, nel comune di Messina, a 59 metri s.l.m. e alle coordinate geografiche 38°12′00.43″N 15°32′58.75″E.
Oltre a rilevare i dati relativi allo stato del cielo (nuvolosità in chiaro) e a temperatura, precipitazioni, pressione atmosferica con valore normalizzato al livello del mare, umidità relativa, eliofania, direzione e velocità del vento, la stazione riceve anche i dati rilevati da una boa, collocata nella acque dello Stretto di Messina, grazie alla quale è possibile osservare lo stato del mare, l'altezza dell'onda marina, la direzione dell'onda stessa, oltre alla lunghezza e all'altezza dell'onda morta (onda non più soggetta all'azione diretta del vento): i suddetti dati vengono trasmessi dall'osservatorio meteorologico unitamente ai bollettini orari relativi alle condizioni atmosferische (METAR e SYNOP).

## Medie climatiche ufficiali

### Dati climatologici 1971-2000
In base alle medie climatiche del periodo 1971-2000, la temperatura media dei mesi più freddi, gennaio e febbraio, è di +12,3 °C, mentre quella del mese più caldo, agosto, è di +27,4 °C; mediamente si contano zero giorni di gelo all'anno e 42 giorni con temperatura massima uguale o superiore ai +30 °C. I valori estremi di temperatura registrati nel medesimo trentennio sono i +0,7 °C del marzo 1987 e i +43,6 °C del luglio 1998.
Le precipitazioni medie annue si attestano a 847 mm, mediamente distribuite in 87 giorni di pioggia, con minimo in estate, picco massimo in inverno e massimo secondario in autunno.
L'umidità relativa media annua fa registrare il valore di 69,1 % con minimi di 64 % a giugno e a luglio e massimo di 74 % a novembre; mediamente si contano zero giorni di nebbia all'anno.
Di seguito è riportata la tabella con le medie climatiche e i valori massimi e minimi assoluti registrati nel trantennio 1971-2000 e pubblicati nell'Atlante Climatico d'Italia del Servizio Meteorologico dell'Aeronautica Militare relativo al medesimo trentennio.
| Messina (1971-2000)             | Mesi        | Mesi        | Mesi        | Mesi        | Mesi        | Mesi        | Mesi        | Mesi        | Mesi        | Mesi        | Mesi        | Mesi        | Stagioni | Stagioni | Stagioni | Stagioni | Anno  |
| Messina (1971-2000)             | Gen         | Feb         | Mar         | Apr         | Mag         | Giu         | Lug         | Ago         | Set         | Ott         | Nov         | Dic         | Inv      | Pri      | Est      | Aut      | Anno  |
| ------------------------------- | ----------- | ----------- | ----------- | ----------- | ----------- | ----------- | ----------- | ----------- | ----------- | ----------- | ----------- | ----------- | -------- | -------- | -------- | -------- | ----- |
| T. max. media (°C)              | 14,4        | 14,7        | 16,1        | 18,3        | 22,5        | 26,8        | 30,0        | 30,5        | 27,5        | 23,2        | 18,8        | 15,8        | 15,0     | 19,0     | 29,1     | 23,2     | 21,6  |
| T. min. media (°C)              | 10,1        | 9,8         | 10,9        | 12,5        | 16,4        | 20,4        | 23,4        | 24,2        | 21,5        | 17,8        | 14,1        | 11,6        | 10,5     | 13,3     | 22,7     | 17,8     | 16,1  |
| T. max. assoluta (°C)           | 24,6 (1979) | 25,8 (1979) | 23,2 (1989) | 29,0 (1985) | 32,4 (1994) | 40,1 (1982) | 43,6 (1998) | 40,2 (1994) | 38,2 (1988) | 36,4 (1999) | 26,8 (1985) | 24,4 (2000) | 25,8     | 32,4     | 43,6     | 38,2     | 43,6  |
| T. min. assoluta (°C)           | 2,0 (1999)  | 3,0 (1986)  | 0,7 (1987)  | 6,0 (1997)  | 10,0 (1987) | 13,4 (1971) | 16,0 (1974) | 16,8 (1972) | 12,8 (1971) | 8,8 (1974)  | 5,2 (1975)  | 4,0 (1991)  | 2,0      | 0,7      | 13,4     | 5,2      | 0,7   |
| Giorni di calura (Tmax ≥ 30 °C) | 0           | 0           | 0           | 0           | 0           | 3           | 16          | 20          | 3           | 0           | 0           | 0           | 0        | 0        | 39       | 3        | 42    |
| Giorni di gelo (Tmin ≤ 0 °C)    | 0           | 0           | 0           | 0           | 0           | 0           | 0           | 0           | 0           | 0           | 0           | 0           | 0        | 0        | 0        | 0        | 0     |
| Precipitazioni (mm)             | 102,9       | 100,2       | 83,4        | 68,3        | 33,8        | 12,7        | 20,0        | 25,6        | 63,9        | 113,7       | 119,5       | 102,9       | 306,0    | 185,5    | 58,3     | 297,1    | 846,9 |
| Giorni di pioggia               | 11          | 10          | 9           | 9           | 4           | 2           | 2           | 3           | 6           | 9           | 11          | 11          | 32       | 22       | 7        | 26       | 87    |
| Giorni di nebbia                | 0           | 0           | 0           | 0           | 0           | 0           | 0           | 0           | 0           | 0           | 0           | 0           | 0        | 0        | 0        | 0        | 0     |
| Umidità relativa media (%)      | 73          | 71          | 69          | 68          | 67          | 64          | 64          | 66          | 69          | 71          | 74          | 73          | 72,3     | 68       | 64,7     | 71,3     | 69,1  |

### Dati climatologici 1961-1990
In base alla media trentennale di riferimento (1961-1990) per l'Organizzazione Mondiale della Meteorologia, la temperatura media del mese più freddo, gennaio, si attesta a +12,2 °C; quella del mese più caldo, agosto, è di circa +26,7 °C. Da segnalare, la temperatura media annua superiore ai +18,5 °C, che costituisce uno dei valori più elevati di questo parametro nell'intero territorio nazionale italiano. Nel medesimo trentennio, la temperatura minima assoluta ha toccato i +0,2 °C nel gennaio 1962 (media delle minime assolute annue di +3,6 °C), mentre la massima assoluta ha fatto registrare i +40,2 °C nel luglio 1987 (media delle massime assolute annue di +35,5 °C).
La nuvolosità media annua si attesta a 4 okta giornalieri, con minimo di 1,9 okta a luglio e massimo di 5,4 okta a gennaio.
Le precipitazioni medie annue superano gli 800 mm, distribuite mediamente in 87 giorni, con minimo estivo e picco in autunno-inverno.
L'umidità relativa media annua fa registrare il valore di 68,9% con minimo di 63% a luglio e massimo di 74% a dicembre.
L'eliofania assoluta media annua si attesta a 6,8 ore giornaliere, con massimo di 10,7 ore giornaliere a luglio e minimo di 3,6 ore giornaliere a dicembre.
La pressione atmosferica media annua normalizzata al livello del mare è di 1015,3 hPa, con massimo di 1017 hPa ad ottobre e minimo di 1013 hPa ad aprile.
Il vento presenta una velocità media annua di 3,8 m/s, con minimi di 3,4 m/s a luglio e ad agosto e massimi di 4,2 m/s a marzo e ad aprile; le direzioni prevalenti sono di maestrale tra dicembre ed aprile, di grecale tra maggio e settembre, di libeccio ad ottobre e a novembre.
| Messina (1961-1990)                                  | Mesi        | Mesi        | Mesi        | Mesi        | Mesi        | Mesi        | Mesi        | Mesi        | Mesi        | Mesi        | Mesi        | Mesi        | Stagioni | Stagioni | Stagioni | Stagioni | Anno    |
| Messina (1961-1990)                                  | Gen         | Feb         | Mar         | Apr         | Mag         | Giu         | Lug         | Ago         | Set         | Ott         | Nov         | Dic         | Inv      | Pri      | Est      | Aut      | Anno    |
| ---------------------------------------------------- | ----------- | ----------- | ----------- | ----------- | ----------- | ----------- | ----------- | ----------- | ----------- | ----------- | ----------- | ----------- | -------- | -------- | -------- | -------- | ------- |
| T. max. media (°C)                                   | 14,5        | 14,8        | 16,0        | 18,3        | 22,4        | 26,4        | 29,7        | 29,9        | 27,2        | 22,9        | 18,7        | 15,7        | 15,0     | 18,9     | 28,7     | 22,9     | 21,4    |
| T. min. media (°C)                                   | 9,8         | 9,6         | 10,7        | 12,5        | 16,1        | 19,9        | 23,0        | 23,5        | 21,1        | 17,4        | 14,0        | 11,3        | 10,2     | 13,1     | 22,1     | 17,5     | 15,7    |
| T. max. assoluta (°C)                                | 24,6 (1979) | 25,8 (1979) | 25,0 (1970) | 29,0 (1985) | 30,8 (1973) | 40,1 (1982) | 40,2 (1987) | 37,8 (1965) | 38,2 (1988) | 29,6 (1975) | 26,8 (1985) | 23,0 (1978) | 25,8     | 30,8     | 40,2     | 38,2     | 40,2    |
| T. min. assoluta (°C)                                | 0,2 (1962)  | 1,8 (1962)  | 0,7 (1987)  | 6,2 (1973)  | 9,6 (1970)  | 13,4 (1971) | 16,0 (1974) | 16,8 (1972) | 12,8 (1971) | 8,5 (1970)  | 5,2 (1975)  | 3,4 (1961)  | 0,2      | 0,7      | 13,4     | 5,2      | 0,2     |
| Nuvolosità (okta al giorno)                          | 5,4         | 5,2         | 5,0         | 4,5         | 3,9         | 2,9         | 1,9         | 2,2         | 3,1         | 4,1         | 4,7         | 5,2         | 5,3      | 4,5      | 2,3      | 4,0      | 4,0     |
| Precipitazioni (mm)                                  | 113,3       | 98,4        | 83,8        | 59,9        | 31,9        | 13,6        | 19,2        | 24,4        | 54,7        | 108,6       | 106,5       | 117,2       | 328,9    | 175,6    | 57,2     | 269,8    | 831,5   |
| Giorni di pioggia                                    | 12          | 11          | 9           | 8           | 4           | 2           | 2           | 3           | 5           | 9           | 10          | 12          | 35       | 21       | 7        | 24       | 87      |
| Umidità relativa media (%)                           | 73          | 71          | 69          | 69          | 67          | 64          | 63          | 66          | 68          | 70          | 73          | 74          | 72,7     | 68,3     | 64,3     | 70,3     | 68,9    |
| Eliofania assoluta (ore al giorno)                   | 3,7         | 4,6         | 5,5         | 6,9         | 8,3         | 9,8         | 10,7        | 9,9         | 8,0         | 6,1         | 4,6         | 3,6         | 4,0      | 6,9      | 10,1     | 6,2      | 6,8     |
| Radiazione solare globale media (centesimi di MJ/m²) | 724         | 1 051       | 1 479       | 1 977       | 2 413       | 2 674       | 2 728       | 2 406       | 1 895       | 1 303       | 858         | 644         | 2 419    | 5 869    | 7 808    | 4 056    | 20 152  |
| Pressione a 0 metri s.l.m. (hPa)                     | 1 016       | 1 015       | 1 015       | 1 013       | 1 015       | 1 015       | 1 015       | 1 014       | 1 016       | 1 017       | 1 016       | 1 016       | 1 015,7  | 1 014,3  | 1 014,7  | 1 016,3  | 1 015,3 |
| Vento (direzione-m/s)                                | NW 3,9      | NW 4,1      | NW 4,2      | NW 4,2      | NE 3,9      | NE 3,6      | NE 3,4      | NE 3,4      | NE 3,5      | SW 3,7      | SW 3,7      | NW 3,9      | 4,0      | 4,1      | 3,5      | 3,6      | 3,8     |

### Dati climatologici 1951-1980
Nel trentennio 1951-1980 la temperatura media del mese più freddo, gennaio, si attesta a circa +11,8 °C; quella del mese più caldo, agosto, è di +26,2 °C.
Nel medesimo trentennio, la temperatura minima assoluta ha toccato i +0,2 °C nel gennaio 1962, mentre la massima assoluta ha fatto registrare i +39,0 °C nell'agosto 1957.
| Messina (1951-1980)   | Mesi        | Mesi        | Mesi        | Mesi        | Mesi        | Mesi        | Mesi        | Mesi        | Mesi        | Mesi        | Mesi        | Mesi        | Stagioni | Stagioni | Stagioni | Stagioni | Anno |
| Messina (1951-1980)   | Gen         | Feb         | Mar         | Apr         | Mag         | Giu         | Lug         | Ago         | Set         | Ott         | Nov         | Dic         | Inv      | Pri      | Est      | Aut      | Anno |
| --------------------- | ----------- | ----------- | ----------- | ----------- | ----------- | ----------- | ----------- | ----------- | ----------- | ----------- | ----------- | ----------- | -------- | -------- | -------- | -------- | ---- |
| T. max. media (°C)    | 13,9        | 14,3        | 15,7        | 18,1        | 22,3        | 26,4        | 29,3        | 29,5        | 26,8        | 22,3        | 18,6        | 15,5        | 14,6     | 18,7     | 28,4     | 22,6     | 21,1 |
| T. min. media (°C)    | 9,6         | 9,4         | 10,4        | 12,3        | 15,9        | 19,6        | 22,5        | 22,9        | 20,6        | 16,8        | 13,8        | 11,2        | 10,1     | 12,9     | 21,7     | 17,1     | 15,4 |
| T. max. assoluta (°C) | 24,6 (1979) | 25,8 (1979) | 26,6 (1952) | 26,0 (1966) | 30,8 (1973) | 38,6 (1975) | 38,0 (1973) | 39,0 (1957) | 34,0 (1961) | 29,6 (1975) | 25,0 (1960) | 23,0 (1978) | 25,8     | 30,8     | 39,0     | 34,0     | 39,0 |
| T. min. assoluta (°C) | 0,2 (1962)  | 1,0 (1956)  | 1,0 (1963)  | 6,0 (1956)  | 7,5 (1954)  | 13,4 (1971) | 16,0 (1974) | 16,0 (1955) | 12,8 (1971) | 8,5 (1970)  | 5,2 (1975)  | 3,4 (1961)  | 0,2      | 1,0      | 13,4     | 5,2      | 0,2  |

## Valori estremi

### Temperature estreme mensili dal 1909 ad oggi
Nella tabella sottostante sono riportati i valori delle temperature estreme mensili registrate presso la stazione meteorologica dal 1909 ad oggi. Nel periodo esaminato, la temperatura minima assoluta ha toccato i -0,2 °C nel marzo 1949, mentre la massima assoluta raggiunta è stata di +43,6 °C nel luglio 1998 (nel giugno 2007 il secondo valore assoluto con +43,4 °C).
| Messina (1909-2023)   | Mesi        | Mesi        | Mesi        | Mesi        | Mesi        | Mesi        | Mesi        | Mesi        | Mesi        | Mesi        | Mesi        | Mesi        | Stagioni | Stagioni | Stagioni | Stagioni | Anno |
| Messina (1909-2023)   | Gen         | Feb         | Mar         | Apr         | Mag         | Giu         | Lug         | Ago         | Set         | Ott         | Nov         | Dic         | Inv      | Pri      | Est      | Aut      | Anno |
| --------------------- | ----------- | ----------- | ----------- | ----------- | ----------- | ----------- | ----------- | ----------- | ----------- | ----------- | ----------- | ----------- | -------- | -------- | -------- | -------- | ---- |
| T. max. assoluta (°C) | 24,6 (1979) | 25,8 (1979) | 32,0 (2001) | 29,6 (2008) | 33,6 (2006) | 43,4 (2007) | 43,6 (1998) | 41,8 (2006) | 40,5 (1924) | 36,4 (1999) | 29,2 (2004) | 26,6 (2010) | 26,6     | 33,6     | 43,6     | 40,5     | 43,6 |
| T. min. assoluta (°C) | 0,2 (1962)  | −0,1 (1929) | −0,2 (1949) | 4,3 (1935)  | 7,5 (1954)  | 12,4 (2006) | 15,3 (1926) | 14,4 (1929) | 12,5 (1926) | 7,5 (1930)  | 5,1 (1925)  | 0,8 (2014)  | −0,1     | −0,2     | 12,4     | 5,1      | −0,2 |

## Medie climatiche aerologiche ufficiali
Nelle tabelle sottostanti sono riportate le medie climatiche registrate dalla stazione aerologica fino al 1960, prima che il servizio radiosondaggi venisse trasferito presso la stazione meteorologica di Trapani Birgi.

### Valori medi delle altezze in metri geopotenziali fino al 1960
| Messina                            | Gen   | Feb   | Mar   | Apr   | Mag   | Giu   | Lug   | Ago   | Set   | Ott   | Nov   | Dic   |
| ---------------------------------- | ----- | ----- | ----- | ----- | ----- | ----- | ----- | ----- | ----- | ----- | ----- | ----- |
| Altezza media (m gp) a 40 hPa      | 21900 | 21830 | 21940 | 22040 | 22160 | 22460 | 22420 | 22390 | 22300 | 22130 | 21890 | 21810 |
| Altezza media (m gp) a 60 hPa      | 19290 | 19270 | 19360 | 19420 | 19530 | 19680 | 19770 | 19770 | 19700 | 19520 | 19350 | 19250 |
| Altezza media (m gp) a 100 hPa     | 16080 | 16070 | 16140 | 16180 | 16310 | 16470 | 16670 | 16620 | 16490 | 16320 | 16180 | 16070 |
| Altezza media (m gp) a 150 hPa     | 13500 | 13520 | 13570 | 13610 | 13760 | 13920 | 14120 | 14100 | 13940 | 13790 | 13650 | 13540 |
| Altezza media (m gp) a 200 hPa     | 11710 | 11720 | 11730 | 11810 | 11940 | 12120 | 12290 | 12290 | 12170 | 11990 | 11850 | 11720 |
| Altezza media (m gp) a 300 hPa     | 9070  | 9130  | 9120  | 9160  | 9320  | 9470  | 9570  | 9570  | 9510  | 9370  | 9250  | 9130  |
| Altezza media (m gp) a 400 hPa     | 7130  | 7160  | 7180  | 7200  | 7320  | 7450  | 7510  | 7580  | 7480  | 7360  | 7270  | 7150  |
| Altezza media (m gp) a 500 hPa     | 5550  | 5560  | 5570  | 5590  | 5690  | 5770  | 5830  | 5840  | 5820  | 5720  | 5640  | 5560  |
| Altezza media (m gp) a 600 hPa     | 4190  | 4210  | 4210  | 4220  | 4300  | 4370  | 4400  | 4410  | 4360  | 4340  | 4270  | 4200  |
| Altezza media (m gp) a 700 hPa     | 3000  | 3020  | 3010  | 3020  | 3100  | 3130  | 3150  | 3170  | 3130  | 3100  | 3050  | 3010  |
| Altezza media (m gp) a 800 hPa     | 1950  | 1980  | 1940  | 1950  | 2000  | 2030  | 2040  | 2050  | 2030  | 2020  | 1980  | 1950  |
| Altezza media (m gp) a 850 hPa     | 1460  | 1480  | 1460  | 1450  | 1500  | 1520  | 1520  | 1540  | 1530  | 1530  | 1480  | 1460  |
| Altezza media (m gp) a 900 hPa     | 1030  | 1010  | 990   | 980   | 1020  | 1040  | 1040  | 1050  | 1040  | 1060  | 1010  | 1000  |
| Messina                            | Gen   | Feb   | Mar   | Apr   | Mag   | Giu   | Lug   | Ago   | Set   | Ott   | Nov   | Dic   |
| Altezza media (m gp) in tropopausa | 10500 | 10790 | 10650 | 10770 | 11500 | 12200 | 13520 | 13470 | 12670 | 12260 | 11260 | 10730 |
| Altezza (m gp) al suolo            | 54    | 54    | 54    | 54    | 54    | 54    | 54    | 54    | 54    | 54    | 54    | 54    |

### Valori medi delle temperature in quota fino al 1960
| Messina                    | Gen   | Feb   | Mar   | Apr   | Mag   | Giu   | Lug   | Ago   | Set   | Ott   | Nov   | Dic   |
| -------------------------- | ----- | ----- | ----- | ----- | ----- | ----- | ----- | ----- | ----- | ----- | ----- | ----- |
| T media (°C) a 40 hPa      | −55,8 | −57,3 | −55,5 | −54,2 | −53,3 | −52,3 | −52,8 | −52,0 | −52,9 | −55,4 | −58,9 | −58,6 |
| T media (°C) a 60 hPa      | −58,6 | −59,5 | −58,0 | −57,0 | −57,2 | −57,2 | −57,1 | −56,0 | −56,1 | −58,0 | −60,9 | −60,1 |
| T media (°C) a 100 hPa     | −58,7 | −59,8 | −58,5 | −57,8 | −58,4 | −58,7 | −62,4 | −62,0 | −60,0 | −60,8 | −61,2 | −59,3 |
| T media (°C) a 150 hPa     | −56,1 | −57,3 | −55,1 | −55,2 | −57,5 | −57,7 | −57,7 | −59,0 | −59,5 | −60,3 | −60,4 | −57,9 |
| T media (°C) a 200 hPa     | −57,0 | −58,5 | −56,0 | −55,6 | −57,7 | −56,6 | −50,0 | −52,3 | −55,4 | −58,6 | −59,0 | −57,3 |
| T media (°C) a 300 hPa     | −48,7 | −48,4 | −48,6 | −47,4 | −44,8 | −41,3 | −35,4 | −37,7 | −40,0 | −43,6 | −46,3 | −48,5 |
| T media (°C) a 400 hPa     | −35,0 | −34,3 | −34,2 | −32,9 | −29,4 | −25,3 | −22,2 | −22,5 | −24,0 | −27,9 | −30,8 | −34,1 |
| T media (°C) a 500 hPa     | −23,3 | −23,3 | −22,4 | −20,8 | −17,3 | −13,3 | −10,2 | −10,5 | −12,3 | −15,8 | −19,0 | −22,2 |
| T media (°C) a 600 hPa     | −14,0 | −13,3 | −12,8 | −11,2 | −7,5  | −3,4  | −0,6  | −0,7  | −2,8  | −6,8  | −9,3  | −12,8 |
| T media (°C) a 700 hPa     | −6,7  | −5,6  | −5,0  | −3,5  | 0,5   | 4,8   | 7,2   | 7,7   | 4,8   | 0,8   | −1,8  | −5,0  |
| T media (°C) a 800 hPa     | −0,7  | 0,1   | 1,1   | 2,5   | 7,3   | 11,4  | 13,3  | 14,8  | 11,0  | 7,2   | 3,9   | 0,6   |
| T media (°C) a 850 hPa     | 1,8   | 2,8   | 3,9   | 5,5   | 10,3  | 14,2  | 16,5  | 17,5  | 13,2  | 10,1  | 6,8   | 3,3   |
| T media (°C) a 900 hPa     | 4,8   | 5,4   | 6,8   | 8,2   | 13,0  | 16,9  | 19,2  | 20,1  | 16,5  | 13,0  | 9,8   | 6,5   |
| Messina                    | Gen   | Feb   | Mar   | Apr   | Mag   | Giu   | Lug   | Ago   | Set   | Ott   | Nov   | Dic   |
| T media (°C) in tropopausa | −58,5 | −60,3 | −58,2 | −56,8 | −59,1 | −58,9 | −58,3 | −59,6 | −59,8 | −60,6 | −60,3 | −58,6 |
| T media (°C) al suolo      | 11,8  | 12,5  | 13,2  | 15,0  | 18,6  | 22,8  | 25,5  | 26,4  | 23,4  | 19,9  | 16,6  | 13,9  |